# John Shade
John Francis Shade – postać literacka, fikcyjny, wymyślony przez Vladimira Nabokova amerykański poeta i autor 999-wersowego, niedokończonego poematu w czterech pieśniach pt. "Blady ogień". Poemat ten wraz z towarzyszącymi mu komentarzami autorstwa fikcyjnego badacza o nazwisku dr Charles Kinbote składa się na książkę Vladimira Nabokova zatytułowaną "Blady ogień".
John Shade jest autorem autobiograficznego poematu, w którym opisuje wybitnym, intensywnym obrazowaniem i w pięknej, zwartej, nadzwyczajnie pojemnej treściowo formie, elementy własnego dzieciństwa, życia, miłość do żony Sybil, swoje uwagi na temat sztuki poetyckiej, okoliczności samobójczej śmierci córki Hazel oraz własne filozoficzne i artystyczne śledztwo, będące wyrazem zainteresowania i próbą zgłębienia tajemnicy życia po śmierci, czyli aspektów przetrwania świadomości po fizycznej śmierci. Poemat ten jest nowatorski, fascynujący jak również cała książka — sam Nabokov określił Shade'a mianem najlepszego spośród wymyślonych poetów. Sam poemat podobno był najtrudniejszą rzeczą, jaką przyszło mu skomponować. Forma poematu jest wysoce ustrukturalizowana, jego cztery części stanowią dwie pary bliźniaczych skrzydeł – poemat ma kształt motyla. Również treść jest bardzo przemyślana. Stanowi zwarty system, wyraz zwartej artystycznie wizji. W zupełnie odmiennym stylu są komentarze Kinbote'a, które są (a raczej wydają się być) chaosem przypisów nie skupiających się na jednym temacie. Również ten chaos w wypowiedziach Kinbote'a pozwala domyślać się ukrytego za nimi porządku o wyższej organizacji, domyślać się istnienia nierozwiązanej jak do tej pory tajemnicy. Z tego co pisze Shade w poemacie, wynika, że udało mu się zgłębić ową dręczącą go tematykę tajemnicy śmierci, życia po niej, to znaczy zdołał odkryć i pojąć to co można skwitować słowami, że śmierć nie urywa życia. Shade traktuje nawet swój poemat jako pewien wyraz i namacalny dowód własnego zwycięstwa (ale na pewno nie wprost jako ściśle techniczne wyłożenie rozumowania czy argumentację).
Shade nie kończy swego poematu, zostaje mu jednak do napisania tylko jeden jedyny wers, tożsamy z pierwszym, nie dopisany, ponieważ – i o tym dowiadujemy się już z przypisów komentatora (szaleńca i nieco narzucającego się Shade'owi sąsiada doktora Kinbote) – spotyka go śmierć, zostaje zastrzelony przez zabójcę, który wziął go za kogoś innego. John Shade nie jest tak niespotykaną, ekscentryczną postacią jak jego szalony komentator Charles Kinbote, obdarzony jest jednak prawdziwym talentem i, mimo że jest postacią fikcyjną, realnym geniuszem. (Vladimir Nabokov zapytany o współczesnych mu pisarzy odpowiedział, że owi nie są nawet cieniami jego Shade'a). John Shade stanowi też – przynajmniej pro forma – centralną postać całej książki mimo uzurpatorskich skłonności Charlesa Kinbote.